# Prissad
Prissad (bulgarisch Присад) ist ein bulgarisches Dorf in der Gemeinde Sosopol, Provinz Burgas. Das Dorf liegt ca. 40 km westlich des Gemeindezentrums Sosopol. Prissad liegt ca. 2 km landeinwärts vom Mandra-See und 15 km westlich der Großstadt Burgas. Bis 1934 trug das Dorf den Namen Achlatlii.
Bis zur Befreiung Bulgariens lebte im Dorf eine türkisch-bulgarische gemischte Bevölkerung. 1908 wurde die Kirche Hl. Dreifaltigkeit erbaut. 1913 ließen sich mehrere Familien von bulgarischen Flüchtlingen aus den Balkankriegen 1912/13 aus Ost- und Westthrakien (thrakische Bulgaren) im Dorf nieder. Bis heute sind einige der schnell errichteten, einfachen Unterkünfte (die sogenannten Scharon-Häuser) im Dorf erhalten. Nach der kommunistischen Machtergreifung und der eingeleiteten Kollektivierung zog ein Teil der Bevölkerung in die nahegelegene Großstadt Burgas.
Am 6. Mai (Georgstag) findet das Dorffest mit typischen Öl-Ringkämpfen statt.
Die Ortschaft ist seit 2013 Namensgeber für Prisad Island, eine Insel der Südlichen Shetlandinseln in der Antarktis.